# Förångning

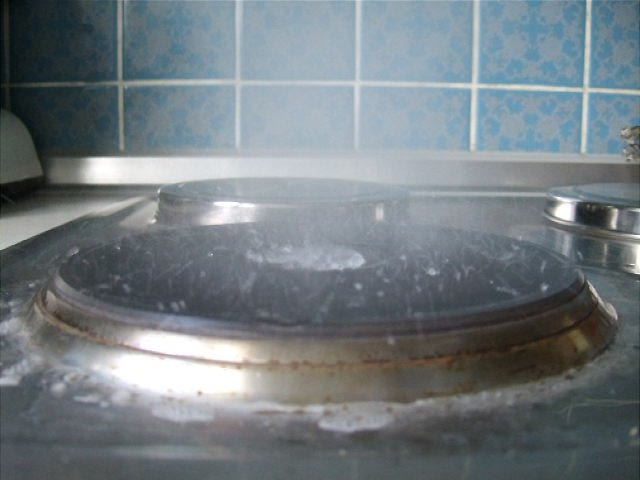
Vatten som förångas på en spisplatta.

Förångning kallas den fasövergång, när en vätska eller fast ämne övergår till gasform. Ett ämne kan förångas på tre olika sätt, genom kokning, när energi tillförs aktivt så att ämnet når sin kokpunkt, genom avdunstning eller genom sublimering. Kallas även vaporisera från engelskans vaporize. Motsatsen till förångning är kondensation.

## Funktion
Avdunstning är en fasövergång från vätskefasen till ånga (ett tillstånd av substans under kritisk temperatur) som sker vid temperaturer under kokpunkten vid ett givet tryck. Avdunstning sker på ytan. Avdunstning sker endast när partialtrycket av ånga av ett ämne är mindre än jämviktsångtrycket. Till exempel, på grund av ständigt minskande tryck, kommer ånga som pumpas ut ur en lösning så småningom att lämna en kryogen vätska.
Kokning är också en fasövergång från vätskefasen till gasfasen, men kokning är bildandet av ånga som ångbubblor under vätskans yta. Kokning sker när jämviktsångtrycket hos ämnet är större än eller lika med atmosfärstrycket. Temperaturen vid vilken kokning sker är koktemperaturen eller kokpunkten. Kokpunkten varierar med miljötrycket.
Sublimering är en direkt fasövergång från den fasta fasen till gasfasen och hoppar över den mellanliggande vätskefasen. Eftersom det inte innefattar vätskefasen är det inte en form av förångning.
Termen förångning har också använts på ett vardagligt eller hyperboliskt sätt för att hänvisa till den fysiska förstörelsen av ett föremål som utsätts för intensiv värme eller explosiv kraft, där föremålet faktiskt sprängs i små bitar snarare än att bokstavligen omvandlas till gasform. Exempel på denna användning är "förångning" av den obebodda Marshallön Elugelab i Ivy Mike termonukleära test 1952. Många andra exempel finns i de olika Mythbusters-avsnitten som har handlat om sprängämnen, främst bland dem är Cement Mix-Up, där de "förångade" en cementbil med ANFO.
I ögonblicket av ett tillräckligt stor meteor- eller kometnedslag, en boliddetonation, kärnklyvning, termonukleär fusion eller teoretisk antimateriavapendetonation, ett flöde av så många gammastrålar, röntgen, ultraviolett, visuellt ljus och värmefotoner slår ut materia på så kort tid (ett stort antal högenergifotoner, många överlappande i samma fysiska utrymme) att alla molekyler förlorar sina atombindningar och "flyger isär". Alla atomer förlorar sina elektronskal och blir positivt laddade joner, vilket i sin tur avger fotoner med en något lägre energi än de hade absorberat. All sådan materia blir en gas av kärnor och elektroner som stiger upp i luften på grund av den extremt höga temperaturen eller binder till varandra när de svalnar. Materian som förångas på detta sätt är omedelbart ett plasma i ett tillstånd av maximal entropi och detta tillstånd minskar stadigt via faktorn att passera tid på grund av naturliga processer i biosfären och effekterna av fysik vid normala temperaturer och tryck.
En liknande process sker under ultrakort pulslaserablation, där det höga flödet av inkommande elektromagnetisk strålning tar bort målmaterialets yta av elektroner och lämnar positivt laddade atomer som genomgår en coulombexplosion.

Diagrammet visar beteckningar för olika fasövergångar mellan olika aggregationstillstånd.